# Vimmerby
För andra betydelser, se Vimmerby (olika betydelser).

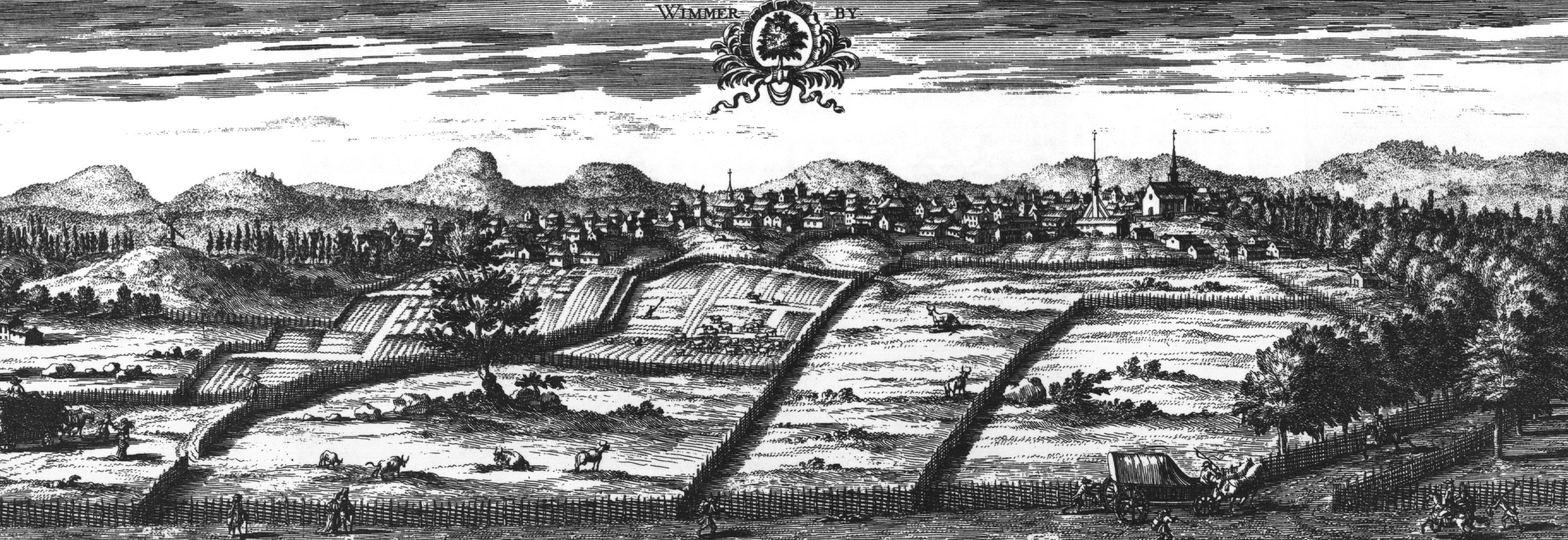
Vimmerby omkring år 1700. Ur Suecia antiqua et hodierna, och därmed troligen inte helt tillförlitlig.

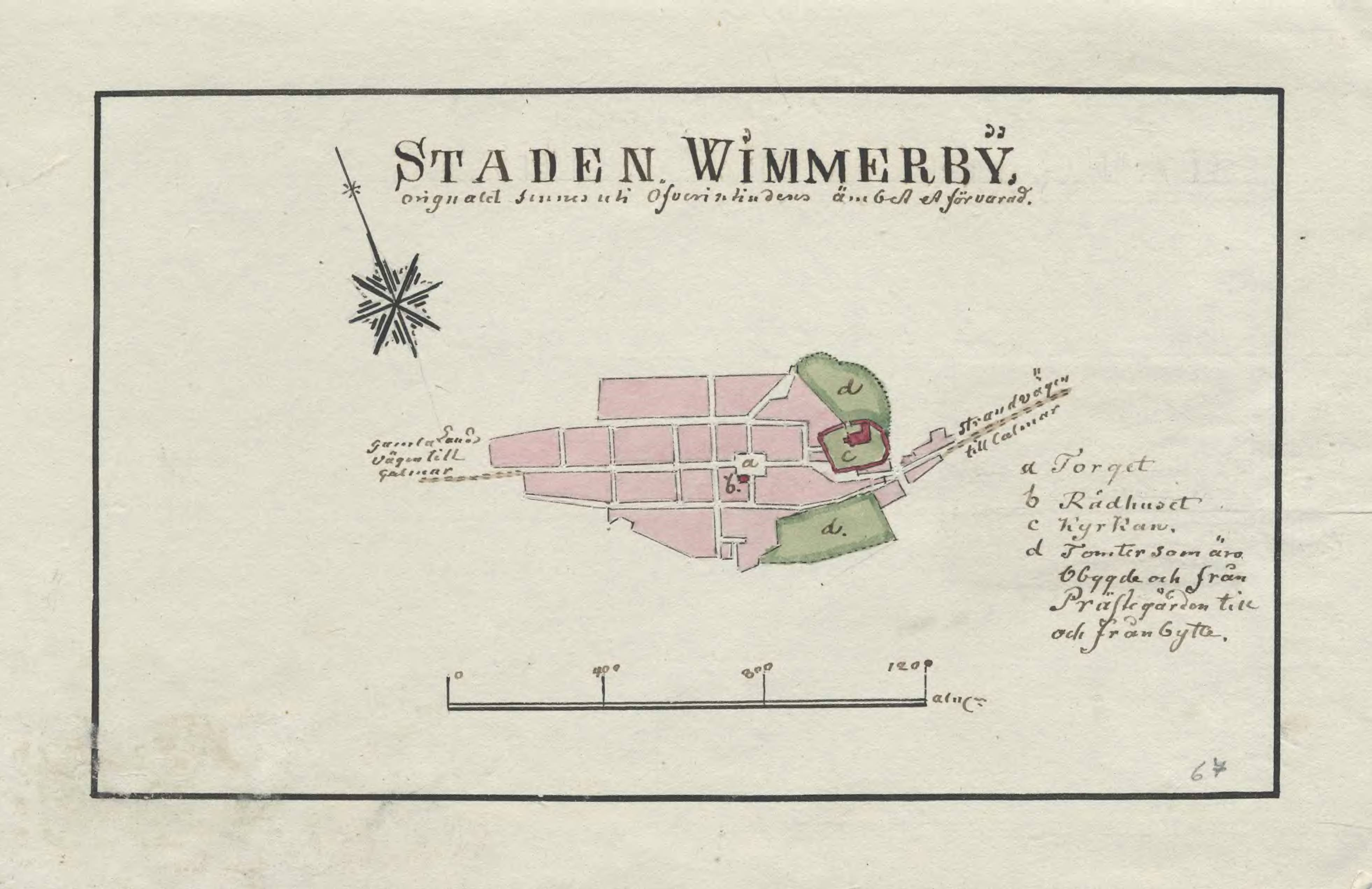
Karta över Vimmerby från 1790-talet

Vimmerby uttal (fil) är en tätort i Småland och centralort i Vimmerby kommun, Kalmar län.

## Historia
I Vimmerby har osäkra fynd från stenåldern gjorts. Gravar från vikingatiden har hittats i Gästgivarehagen, där bland annat pärlor av glas, halvädelstenar och ovala spännbucklor, hittats vid undersökningar. Ett djurhuvudspänne har hittats i Storkampen, tillverkat av brons men klassificerats som lösfynd.     
Vimmerbys stadssigill nämns i ett gåvobrev daterat 1350, och första omnämnandet är från 1253, då en präst omtalas.
År 1532 drog Gustav Vasa in stadsrättigheterna som ett led i sin kamp mot Hansan, i vilken han prioriterade sjöstäderna. Karl IX återgav stadsrättigheter till Vimmerby år 1604. I samband med detta fick staden lämna från sig rätten att bedriva utskeppning från Figeholm. Denna rättighet överfördes till Kalmar stad och Västerviks stad. I gengäld fick Vimmerby utökade rättigheter som marknadsplats. År 1689 bekräftades stadens rätt att bedriva oxhandel på hela Småland. Romer antogs som borgare i staden runt sekelskiftet 1700. I juli 1713 kartlade staden en förteckning över stadens "Zieugener", innehållande namn på tio romska män. Denna förteckning kan vara den tidigaste registrering av romer i Sverige.
Storgatan har kvar sin medeltida sträckning och i centrum finns flera unika trähus bevarade. Staden var en marknadsplats för bönder från Östergötland och från de omgivande trakterna.
På andra sidan Stångån låg dock den egentliga knutpunkten Skillingarum. Det var här landsvägen mellan Kalmar och Stockholm sammanstrålade med landsvägar från Vimmerby och Eksjö. Vimmerby låg alltså på andra sidan av en bro utanför den egentliga knutpunkten för landsvägarna men det var här kyrkan fanns och Vimmerby blev därför en centralort.

### Administrativa tillhörigheter
Vimmerby stad som utbrutits ur Vimmerby socken, ombildades vid kommunreformen 1862 till en stadskommun. Stadskommunen uppgick 1971 i Vimmerby kommun med Vimmerby som centralort. I kyrkligt hänseende hör Vimmerby sedan 1965 till Vimmerby församling dessförinnan tillhörde orten Vimmerby stadsförsamling. Vimmerby har haft flera lågkyrkliga och frikyrkliga rörelser. Inom Svenska kyrkan  EFS och Nordöstra Smålands missionsförening.   Frikyrkor som funnits är Baptisterna, Frälsningsarmén , Pingströrelsen samt Svenska missionsförbundet.  Numera är Svenska kyrkan dess lågkyrkliga rörelser samt en allianskyrka  korskyrkan som tillhör Evangeliska frikyrkan.

Orten ingick till 1948 i domkretsen för Vimmerby rådhusrätt och ingick därefter till 1969 i Sevede och Tunaläns domsagas tingslag och sedan till 1971 i Västerviks domsagas tingslag. Från 1971 till 2005 ingick Vimmerby i Västerviks domsaga och orten ingår sedan 2005 i Kalmar domsaga.

### Befolkningsutveckling
| Befolkningsutvecklingen i Vimmerby 1960–2020 | Befolkningsutvecklingen i Vimmerby 1960–2020 | Befolkningsutvecklingen i Vimmerby 1960–2020 | Befolkningsutvecklingen i Vimmerby 1960–2020 | Befolkningsutvecklingen i Vimmerby 1960–2020 |
| -------------------------------------------- | -------------------------------------------- | -------------------------------------------- | -------------------------------------------- | -------------------------------------------- |
|                                              |                                              |                                              |                                              |                                              |
| År                                           |                                              |                                              | Folkmängd                                    | Areal (ha)                                   |
| 1960                                         | 1960                                         |                                              | 6 016                                        |                                              |
| 1965                                         | 1965                                         |                                              | 6 762                                        |                                              |
| 1970                                         | 1970                                         |                                              | 7 201                                        |                                              |
| 1975                                         | 1975                                         |                                              | 7 405                                        |                                              |
| 1980                                         | 1980                                         |                                              | 7 319                                        |                                              |
| 1990                                         | 1990                                         |                                              | 7 394                                        | 654                                          |
| 1995                                         | 1995                                         |                                              | 7 779                                        | 677                                          |
| 2000                                         | 2000                                         |                                              | 7 808                                        | 679                                          |
| 2005                                         | 2005                                         |                                              | 7 827                                        | 682                                          |
| 2010                                         | 2010                                         |                                              | 7 934                                        | 756                                          |
| 2015                                         | 2015                                         |                                              | 8 037                                        | 751                                          |
| 2020                                         | 2020                                         |                                              | 8 231                                        | 791                                          |
|                                              |                                              |                                              |                                              |                                              |

## Näringsliv
Vimmerby karakteriseras av flera småföretag, bland annat verkstadsindustrier, de större verkstadsföretagen är specialiserade och flera utför pressgjutning av lättmetaller. Det finns flera stora livsmedelsföretag som Arlas mjölkpulverfabrik och Åbro Bryggeri. 

### Turism och litteratur
En viktig näring som seglat upp i samband med Astrid Lindgrens författarskap är turistnäringen med bland annat Astrid Lindgrens värld som ligger i tätorten. 2019 besökte över 500 000 personer Astrid Lindgrens Värld. 
Mellan 17 och 19 oktober 2019 gick litteraturfestivalen "Vimmerby berättar" av stapeln för första gången. Litteraturfestivalen fokuserar på barn- och ungdomslitteratur och är tänkt att vara en årligen återkommande festival. En av festivalens scener är Astrid Lindgrens Näs.

### Bankväsende

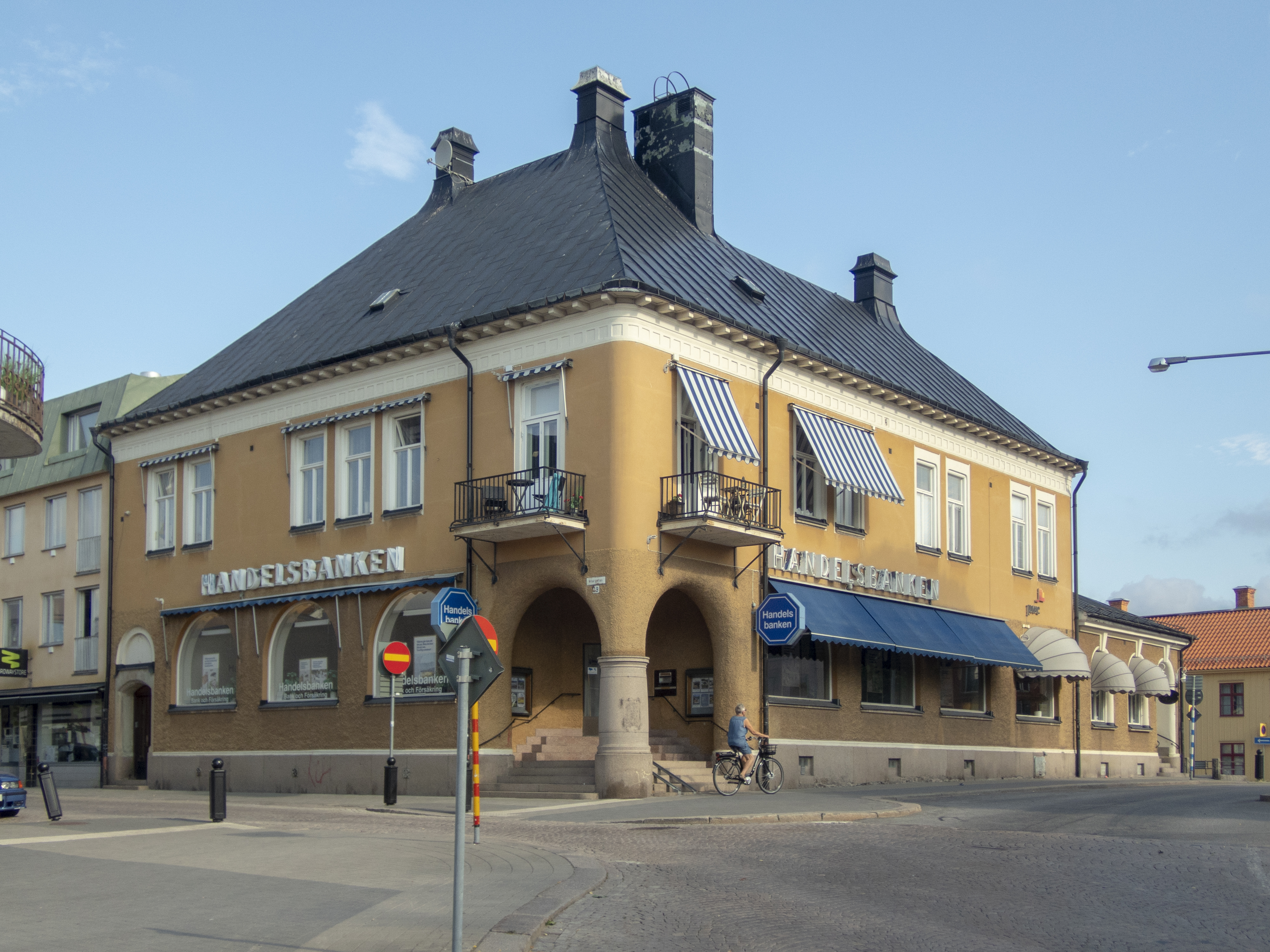
Kalmarbankens kontorsbyggnad från 1903, som inhyser Handelsbanken.

Vimmerby sparbank grundades 1847 och övertogs 1932 av Göteborgs bank. En ny sparbank med samma namn grundades åter 1941 och är alltjämt fristående. Den övertog år 2001 Föreningsbankens tidigare rörelse på orten och ombildades samtidigt till ett bankaktiebolag.
Både Smålands enskilda bank och Kalmar enskilda bank hade varsitt kontor i Vimmerby åtminstone från 1860-talet. Smålandsbanken drog in sitt kontor mot slutet av 1880-talet. Vimmerby folkbank grundades den 7 april 1899. År 1906 uppgick folkbanken i Stockholms diskontobank och Kalmar enskilda bank i Bankaktiebolaget Södra Sverige. På 1910-talet etablerade sig Skånska handelsbanken på orten. Mot slutet av samma årtionde hade Skånska handelsbanken tagits över av Skandinaviska kreditaktiebolaget, medan Södra Sverige uppgick i Svenska Handelsbanken och Diskontobanken uppgick i Göteborgs bank, som alla tre behöll kontoren i Vimmerby. Skandinaviska banken överlät i augusti 1949 sitt kontor på orten till Jordbrukarbanken.
I juni 2016 stängde Nordea sitt kontor på orten. Därefter fanns Handelsbanken och Vimmerby sparbank kvar.

## Kommunikationer

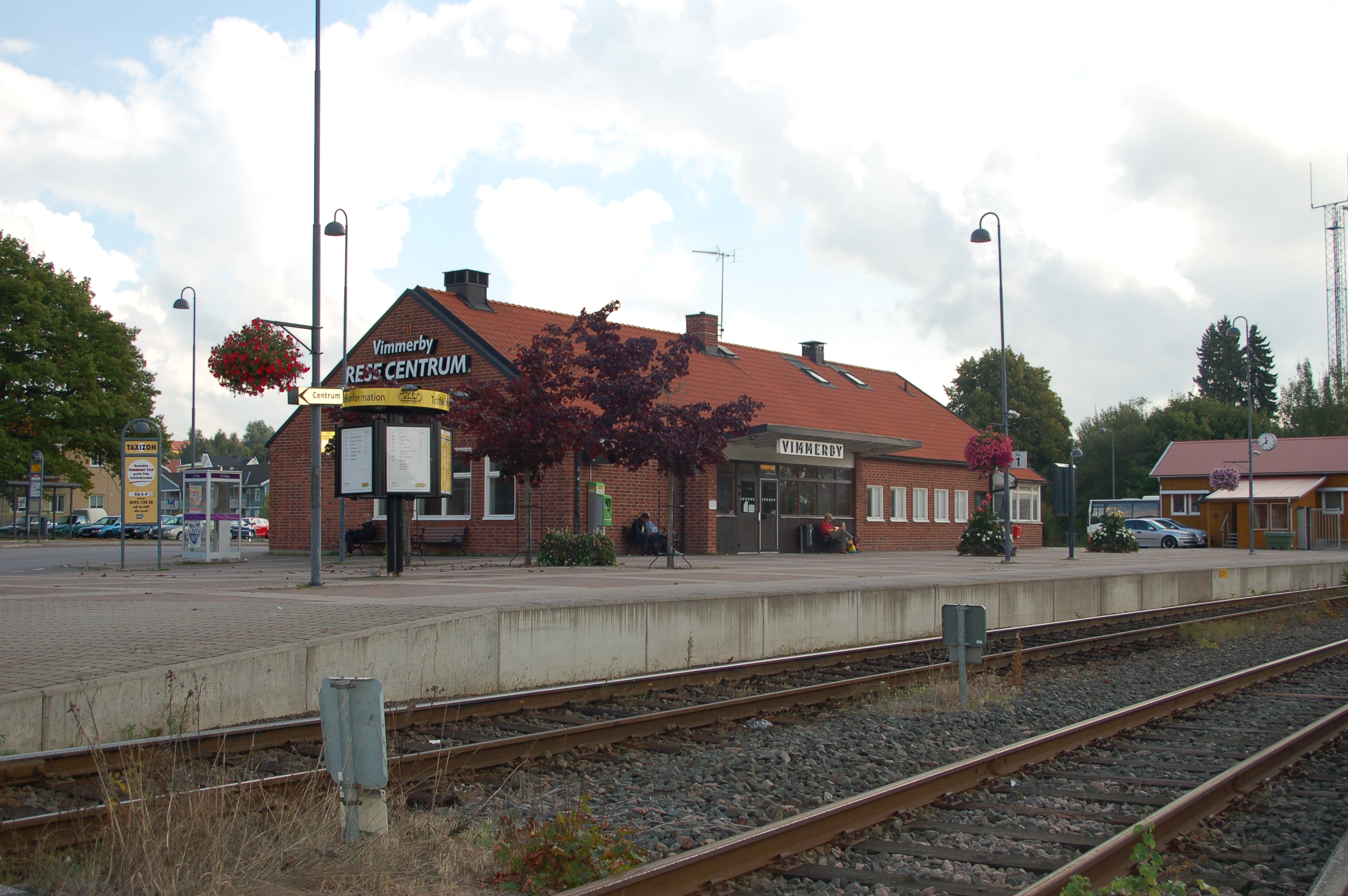
Vimmerby järnvägsstation 2013

I Vimmerbys utkant ligger vägkorsningen mellan riksväg 40 (Göteborg–Västervik) och riksväg 34 (Kalmar–Motala). Järnvägen i tätorten är Stångådalsbanan med en station för Krösatågen i centrum. Närmaste flygplats är Hultsfreds flygplats drygt 20 km söder om orten.
Någon riktigt farbar vattenväg har orten aldrig haft, under medeltiden förekom däremot trafik på Stångån mot Linköping med flottningar av båtar på land vid de besvärligaste passagerna. En planerad förlängning av Kinda kanal till Vimmerby blev aldrig av.

## Utbildning

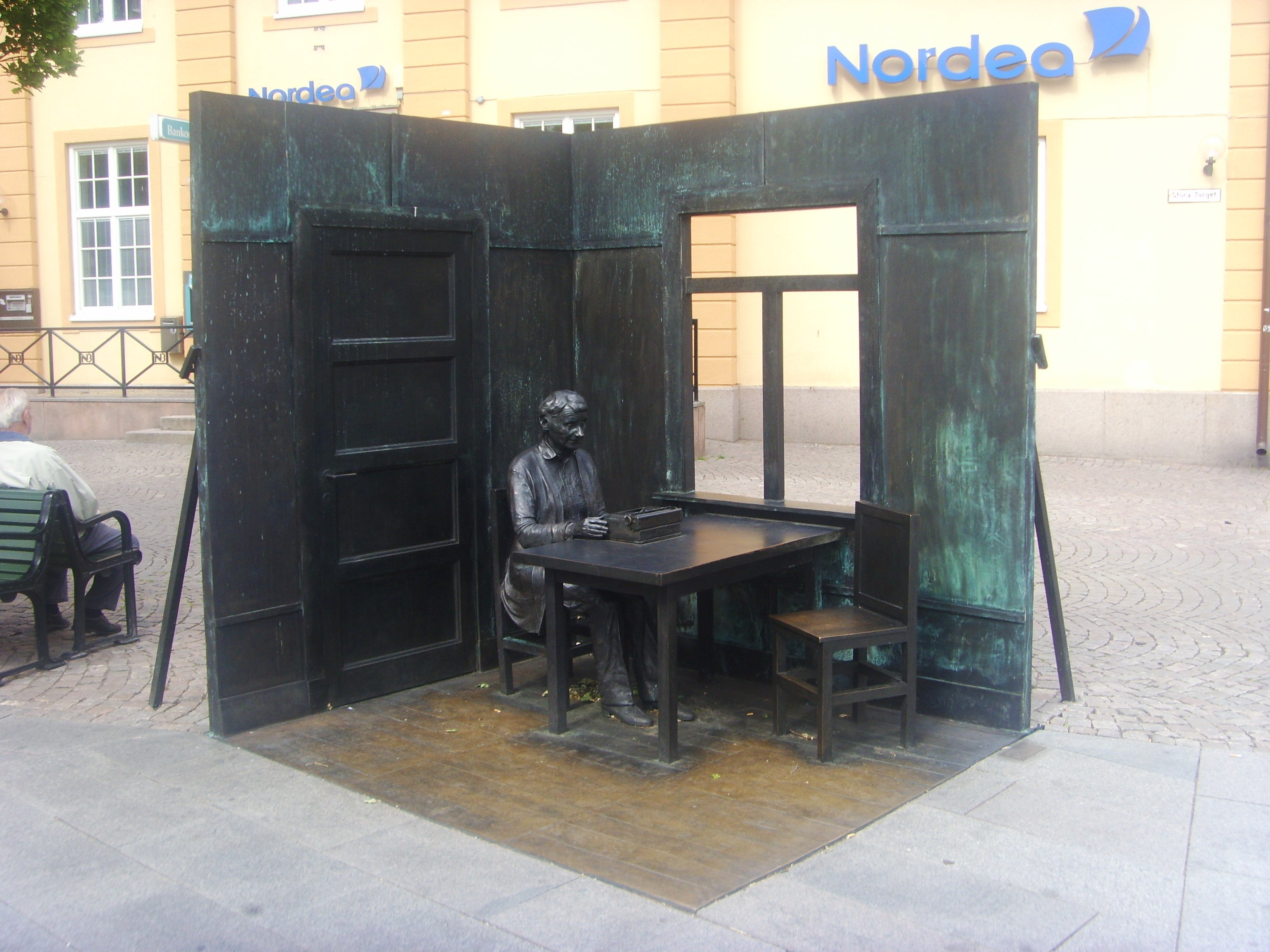
Staty över Astrid Lindgren på Stora Torget i Vimmerby från 2007, av Marie-Louise Ekman.

Det finns två grundskolor i Vimmerby: Astrid Lindgrens skola och Vimarskolan, en gymnasieskola: Vimmerby gymnasium och en folkhögskola: Vimmerby folkhögskola.

## Personer från Vimmerby
- Kosovare Asllani
- Schamyl Bauman
- Erik Baumann
- Linus Hultström
- Astrid Lindgren
- Thomas Ravelli
- Andreas Ravelli
- Thomas Rundqvist
- Jesper Svensson
- Alfred Svensson (skådespelare)

## Bilder

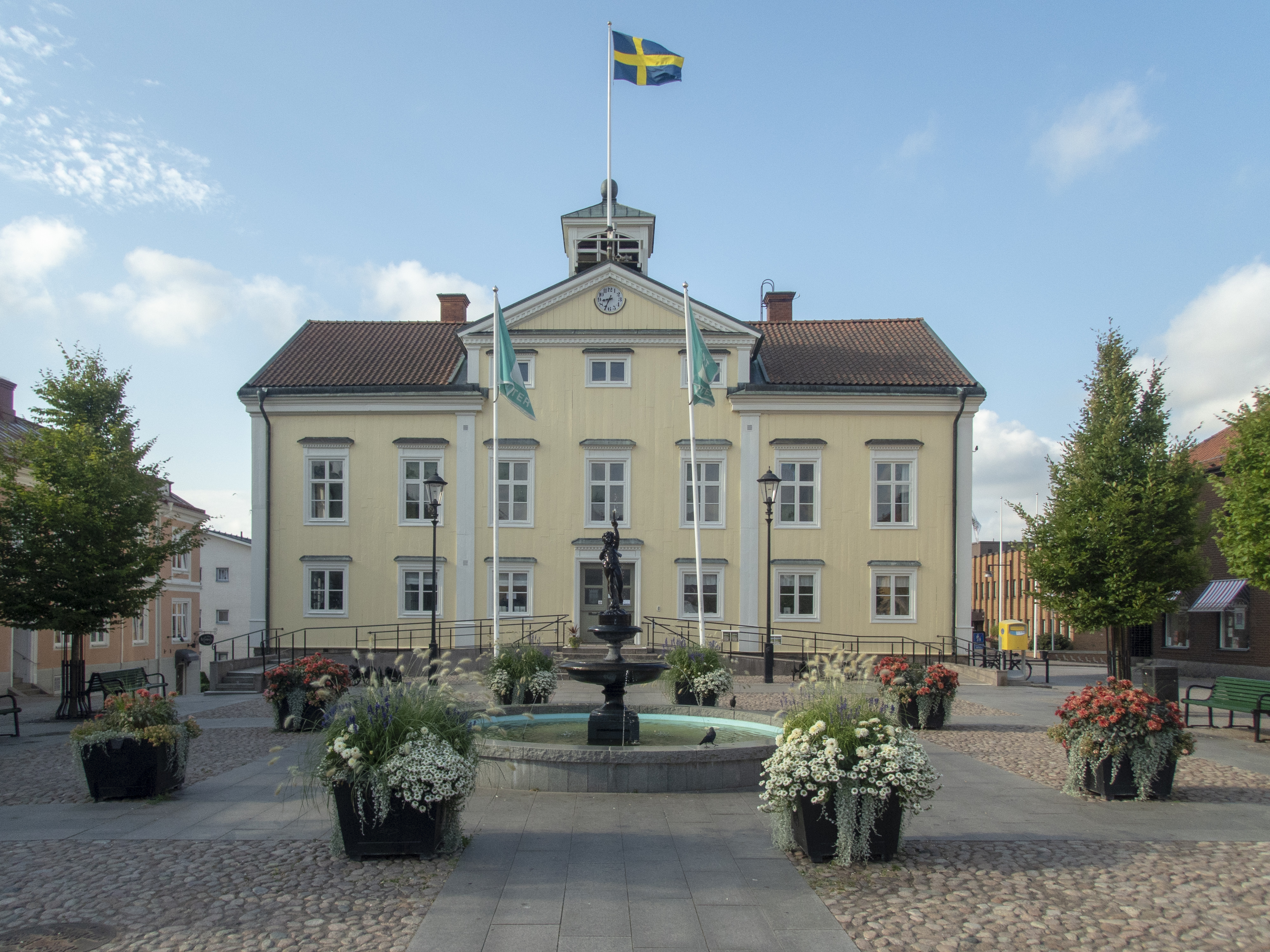
Rådhuset
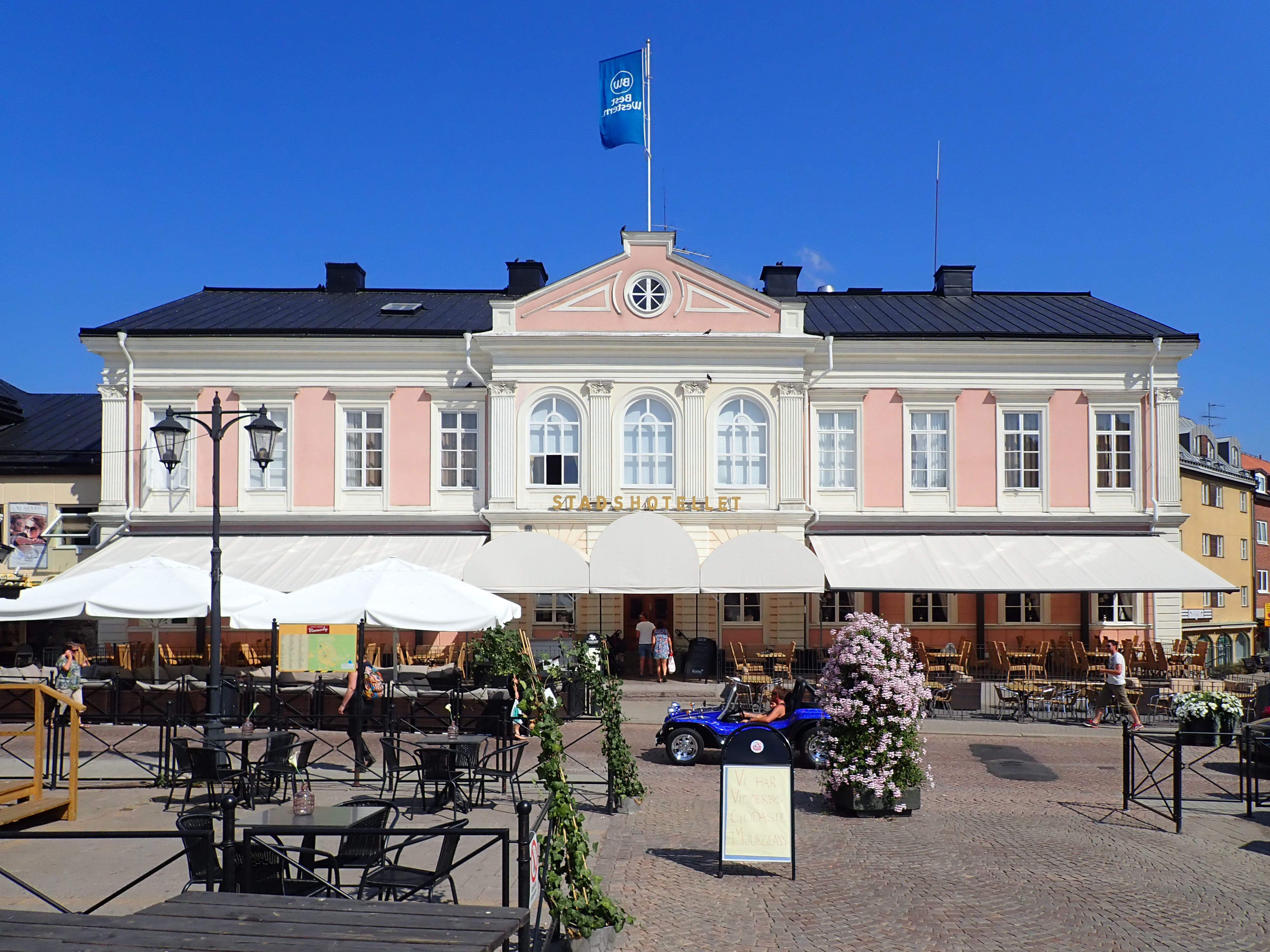
Stadshotellet
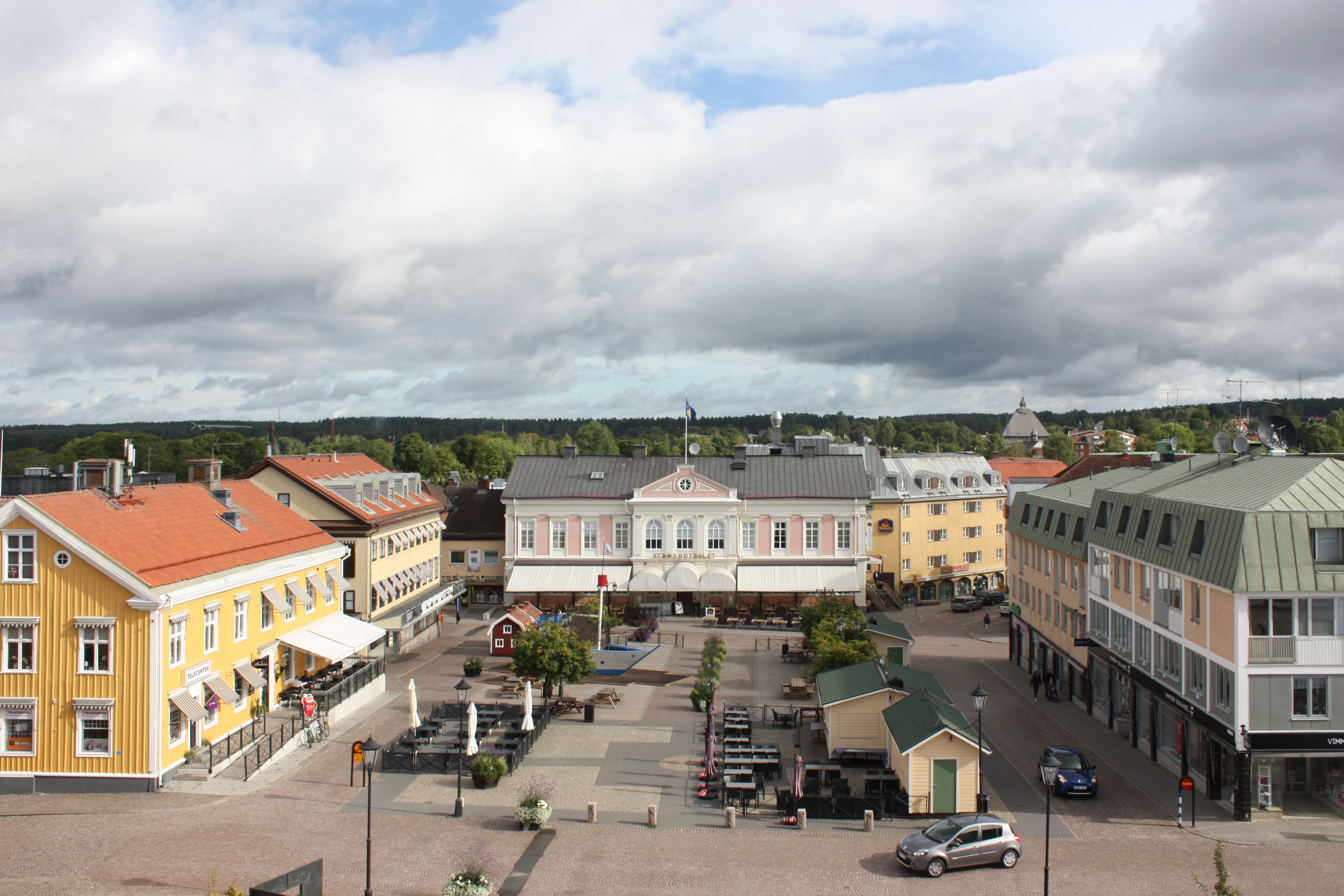
Stora torget
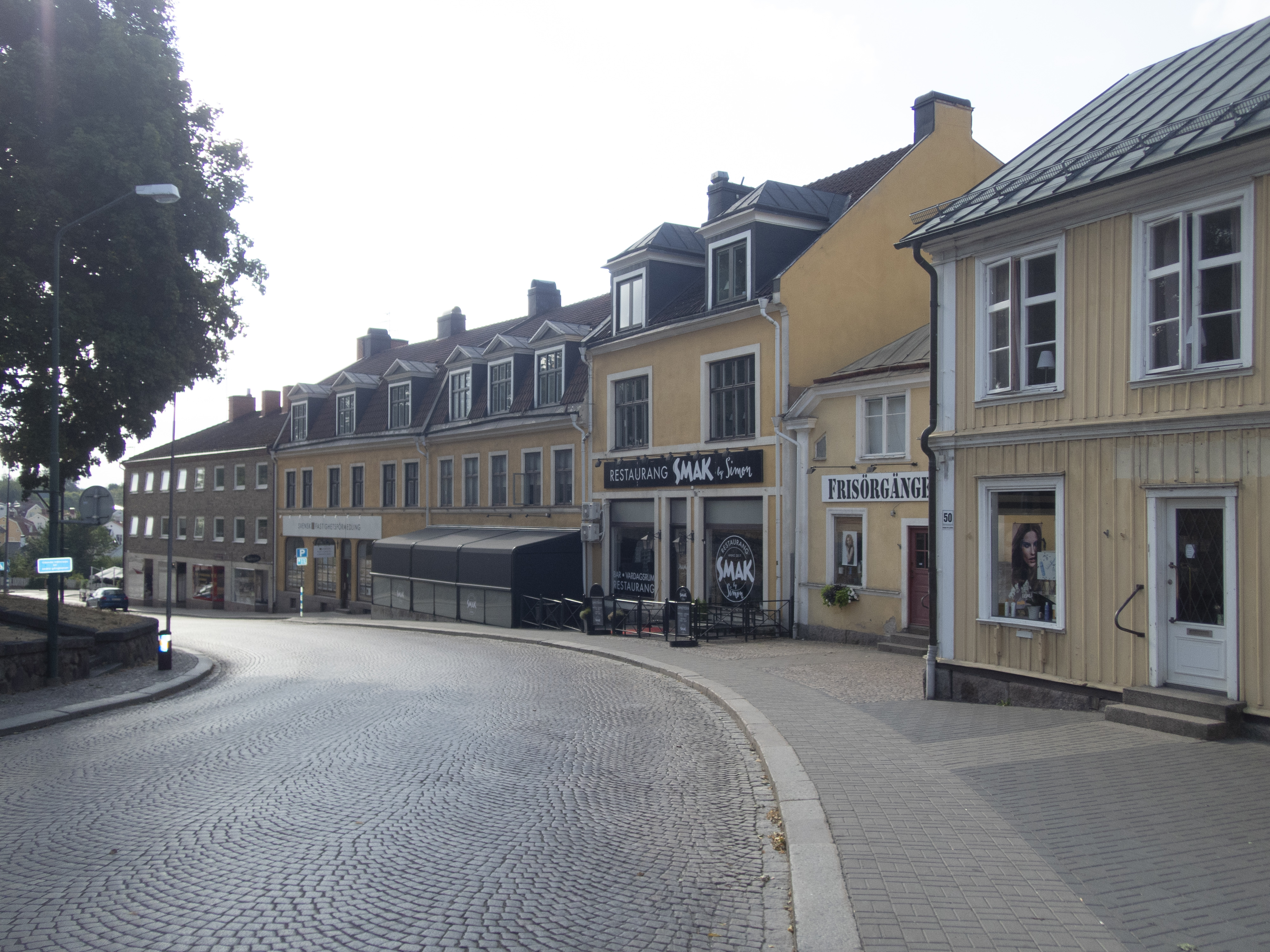
Storgatan
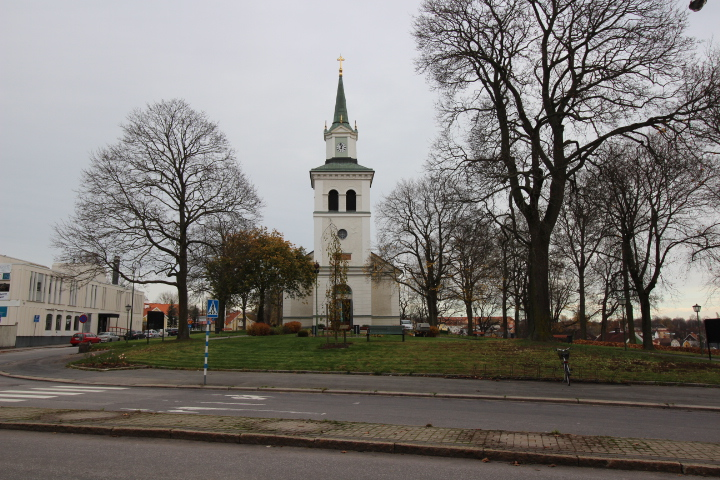
Vimmerby kyrka